# Василевське (сільське поселення Паньково)
Василевське (рос. Васильевское) — присілок в Старицькому районі Тверської області Російської Федерації.
Населення становить 260 осіб. Входить до складу муніципального утворення сільське поселення Паньково.

## Історія
Від 2005 року входить до складу муніципального утворення сільське поселення Паньково. Раніше населений пункт належав до Роднинського сільського округу.

## Населення
| 1859 | 1886 | 1997 | 2002 | 2008 | 2010 |
| ---- | ---- | ---- | ---- | ---- | ---- |
| 395  | ↗460 | ↘257 | ↗298 | ↘269 | ↘260 |